# 馬庫爾
32°39′30″S 70°36′0″W / 32.65833°S 70.60000°W

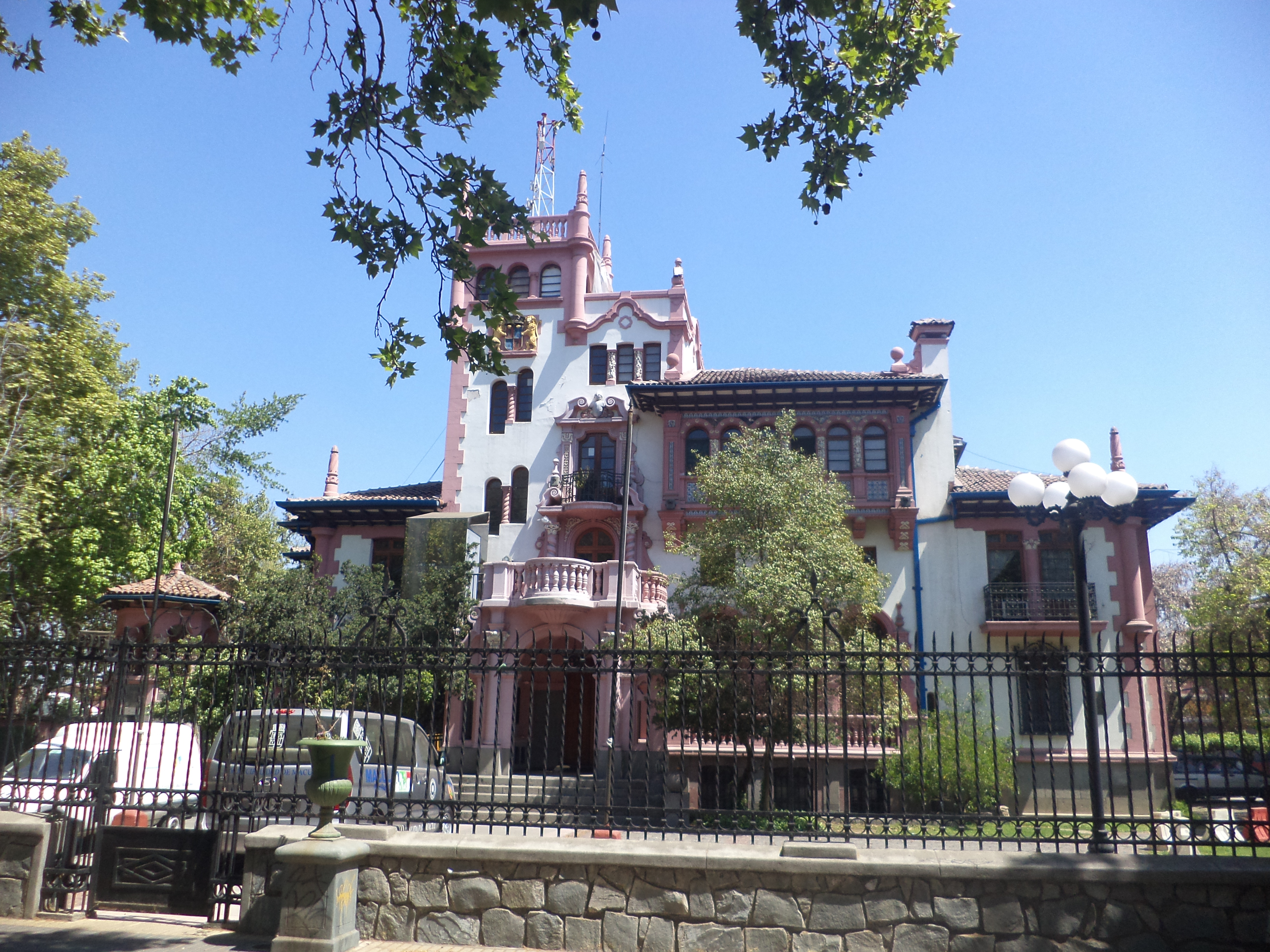

馬庫爾（西班牙語：Macul），是智利的城鎮，位於該國中部聖地亞哥首都大區的聖地亞哥省，始建於1984年，面積12.9平方公里，海拔高度574米，2012年人口111,436人，人口密度每平方公里8,656.5人。